# Jus (sos)
Jusul este un sos folosit frecvent în bucătăria anglo-saxonă, unde este cunoscut sub denumirea de gravy. Acest sos poate fi îngroșat și mai mult prin adăugarea de făină și aromatizat cu ierburi, cuburi de gătit și alte ingrediente. Mai recent, sosul este comercializat sub formă de cuburi concentrate, sub formă de pudră și în conserve. Sosul este folosit frecvent în bucătăria engleză pentru a însoți friptura, piureul de cartofi, drobul sau orezul. Sosul gravy este consumat de obicei de americani la prânzul de Ziua Recunoștinței și este servit într-o sosieră numită „gravy boat”.

## Utilizarea

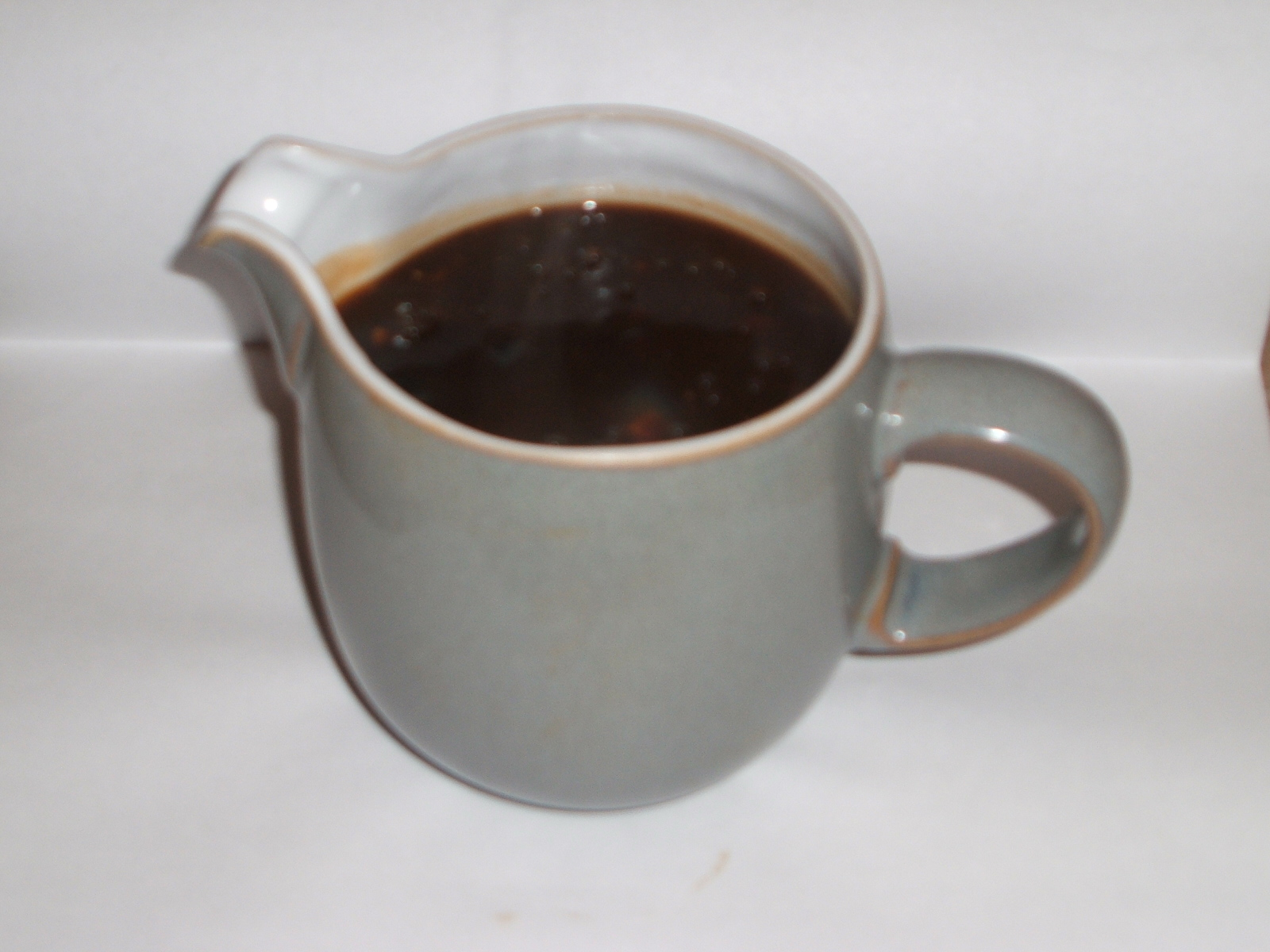
Gravy într-o sosieră.

Perioada de glorie a jusului a început în bucătăria franceză în secolul al XVII-lea și s-a răspândit treptat în Europa și America; în 1848, cartea de bucate a Elizei Acton enumera 15 rețete.
În Regatul Unit și Irlanda, Sunday roast este de obicei servită cu sosul gravy. Se consumă în mod obișnuit cu carne de vită, porc, pui sau miel. Este, de asemenea, popular în diferite părți ale Angliei, Scoției, Țării Galilor și Irlandei cu pește cu cartofi pai.
În bucătăria britanică și irlandeză, precum și în bucătăria din țările Commonwealth precum Australia, Noua Zeelandă și unele zone din Canada, cuvântul gravy se referă doar la sosul pe bază de carne. Cu acest termen se includ alte sosuri îngroșate. Una dintre cele mai populare forme este onion gravy (gravy cu ceapă), care se mănâncă cu cârnați, Yorkshire pudding și carne friptă.
În Statele Unite, sosul este consumat în mod obișnuit cu alimente de Ziua Recunoștinței, cum ar fi curcanul, piureul de cartofi și umplutura. O variantă din sudul Statelor Unite este sosul de cârnați mâncat cu American biscuits (un fel de pâine). Un alt fel de mâncare din sudul SUA care folosește gravy alb este friptura de pui prăjită. Orezul cu gravy este un fel de mâncare comun în bucătăria cajun și creolă din statul Louisiana, din sudul SUA.
Sosul este o parte integrantă a preparatului canadian poutine. În Quebec, poutine gravy este subțire și uneori este un amestec de carne de vită și supă de pui. Alte locuri din Canada folosesc un sos gravy mai gros, similar cu un gravy american.
În unele părți ale Asiei, în special în India, gravy este orice parte lichidă îngroșată a unui fel de mâncare. De exemplu, partea lichidă a unui curry gros poate fi denumită gravy.